# Jim Shaw (artiste)
Pour les articles homonymes, voir Jim Shaw et Shaw.
Jim Shaw, né le 8 août 1952 à Midland (Michigan), est un artiste contemporain américain.
Il a reçu son B.F.A. (Bachelor of Fine Arts) de l'Université du Michigan en 1974 et de son M.F.A. (Master of Fine Arts) de l'Institut des Arts de Californie e en 1978.

## Récompenses et distinctions
- (en) Jim Shaw: Awards, sur l'Internet Movie Database